# Tancrède
Tancrède (título original en francés; en español, Tancredo) es una tragédie en musique (una ópera francesa en la tradición de la tragedia lírica) en un prólogo y cinco actos con música del compositor André Campra y libreto en francés de Antoine Danchet, basado en la Jerusalén liberada de Torquato Tasso.

## Historia
La ópera contiene 23 danzas además del canto, pero es famosa por el primer papel de contralto en la ópera francesa (aunque en términos modernos es más de la tesitura de una mezzosoprano) escrito para Julie d'Aubigny, conocida como "La Maupin". También destaca por la inusual elección de tres voces masculinas graves.
Tancrède se estrenó en la Académie Royale de Musique el 7 de noviembre de 1702 bajo la dirección de Marin Marais. Tuvo éxito y permaneció en el repertorio hasta la década de los años 1760.
Esta ópera rara vez se representa en la actualidad; en las estadísticas de Operabase no aparece entre las óperas representadas en el período 2005-2010.

## Personajes
| Personaje                           | Tesitura  | Reparto del estreno, 7 de noviembre de 1702 (Director: Marin Marais) |
| ----------------------------------- | --------- | -------------------------------------------------------------------- |
| Tancrède, un cruzado                | barítono  | Gabriel-Vincent Thévenard                                            |
| Argante, líder sarraceno            | bajo      | Charles Hardouin                                                     |
| Clorinde, princesa sarracena        | contralto | Julie d'Aubigny (La Maupin)                                          |
| Herminie, hija del rey de Antioquía | soprano   | Marie-Louise Desmatins                                               |
| Ismenor, mago sarraceno             | bajo      | Jean Dun "père"                                                      |
| Paz                                 | soprano   | Desmatins                                                            |
| Venganza                            | tenor     |                                                                      |